# Michelle Jerott
Michelle Jerott fue una escritora estadounidense de novelas románticas, comenzó escribiendo bajo su nombre real y actualmente utiliza el seudónimo de Michele Albert.

## Biografía
Michelle Jerott se graduó en arqueología clásica por la Universidad de Míchigan. Tras un largo y caluroso verano en unas ruinas romanas en Newcastle, comprendió que esa no era su verdadera vocación.
Michelle vendió en 1997 su primera novela romántica, obteniendo por ella el galardón Golden Heart de la asociación Romance Writers of America.
Michelle reside junto a su junto a su familia en Madison, estado de Wisconsin.

### Como Michelle Jerott

#### Novelas independientes
- All Night Long, 1999/Ene
- A Great Catch, 2000/Sep
- Her Bodyguard, 2001/Ene

### Como Michele Albert

#### Serie Investigaciones Avalon
1. Absolute Trouble, 1998/Sep (como Michelle Jerott)
2. Getting Her Man (Atrápame), 2002/Oct
3. Off Limits, 2003/Sep
4. One Way Out, 2005/Mar
5. Hide in Plain Sight, 2006/May
6. Tough Enough 2007/Mar

#### Novelas independientes
- Her Last Chance 2008/Abr